# Manfred Wagner (futbolista)
Manfred Wagner (Múnich, 31 de agosto de 1938 - Múnich, 10 de febrero de 2015) fue un futbolista alemán que jugaba en la demarcación de centrocampista.

## Biografía
Debutó como futbolista en 1958 vistiendo la camiseta del TSV 1860 Múnich. Empezó jugando en la Oberliga Süd, hasta que en 1963, tras quedar en primera posición con el club, ascendió a la Bundesliga. En su segunda temporada en la máxima categoría se hizo con la Copa de Alemania. En 1965 quedó en tercera posición y subcampeón de la Copa, mostrando en la línea de medio campo que el club podía alzarse con el título. Además, dicho año, en la Recopa de Europa de 1965 quedó subcampeón tras perder contra el West Ham United FC por 2-0. Finalmente, se hizo con la Bundesliga de 1966 el año siguiente. Finalmente, en 1971, y tras descender a la Regionalliga Süd, colgó las botas.
Falleció el 10 de febrero de 2015 a los 76 años de edad.

## Clubes
| Club            | País                | Año         | Partidos | Goles |
| --------------- | ------------------- | ----------- | -------- | ----- |
| TSV 1860 Múnich | Alemania Occidental | 1958 - 1971 | 187      | 3     |

## Palmarés

### Campeonatos nacionales
| Título           | Club            | País     | Año  |
| ---------------- | --------------- | -------- | ---- |
| Bundesliga       | TSV 1860 Múnich | Alemania | 1966 |
| Copa de Alemania | TSV 1860 Múnich | Alemania | 1964 |